# NGC 4469
NGC 4469 este o galaxie spirală situată în constelația Fecioara. A fost descoperită în 1784 de către William Herschel. Se află la o distanță de 16,5 megaparseci de Pământ.